# Auguste Onclair
Auguste Onclair, né le 4 septembre 1822 à Gand (Belgique) et mort le 6 mai 1900 à Liège, est un prêtre catholique belge, spécialiste des questions sociales et traducteur. Il est également connu pour ses écrits antimaçonniques.

## Biographie
Entré dans la Compagnie de Jésus en 1850, Onclair fut professeur aux collèges jésuites d'Anvers et de Liège. Très porté sur les questions sociales il collabora à Économie chrétienne, la revue des sociétés ouvrières catholiques. Onclair quitta la Compagnie de Jésus en 1864, sans abandonner cependant le sacerdoce.
En 1885, il publia La Franc-maçonnerie contemporaine pour lequel il recevra la même année une lettre d'approbation du pape Léon XIII.
Après 1891 Onclair écrivit beaucoup pour faire connaître les idées sociales de l'encyclique Rerum Novarum du même Léon XIII.

## Œuvres
- De l'art de fausser l'histoire, Bruxelles, vandereydt, 1855.
- La Franc-maçonnerie dans ses origines, son développement physique et moral, sa nature et ses tendances. Étude faite sur documents authentiques empruntés la plupart aux adeptes de la secte, par la revue romaine La Civilta Cattolica, Bruxelles, H. Goemaere, 1874.
- Philosophie & philosophisme, Louvain, A.Meulemans-Depreter, 1881.
- La Franc-maçonnerie et la politique, 1885.
- La Franc-maçonnerie contemporaine, Liège, 1885.
- La Franc-maçonnerie et la politique intérieure de la Belgique, Liège, Imprimerie Donnay frères et sœurs, 1885.
- La question sociale ou ceux qui possèdent en face de ceux qui n'ont rien, Liège, Ed. H. Dessain, 1886.
- Le Communisme dans l’histoire, (Le Communisme dans l’histoire et les systèmes socialistes d’à présent d’après le P. Steccanella), 1895.
- Les Causes et les remèdes du socialisme, 1896.